# Köln (kruiser)
De Köln was een lichte kruiser van vóór en tijdens de Tweede Wereldoorlog bij de Kriegsmarine. Ze was een van de drie K-kruisers van de Königsbergklasse, die vernoemd werd naar de steden die beginnen met de letter K. Dit schip werd genoemd naar de stad Keulen (Köln). De anderen in haar klasse waren de Königsberg en Karlsruhe.
De K-klasse-kruisers werden ontworpen in de jaren '20 en gebouwd in overeenstemming met de 6.000 tons-limiet voor kruisers, die opgelegd werd aan Duitsland door het Verdrag van Versailles. Men bleef binnen deze opgelegde marge, zodat 85% van de schepen werden gelast in plaats van geklonken. Dit veroorzaakte problemen, zoals het terug lassen tegen verzwakkingen van de rompplaten op langere termijn na hun zeereizen.

## Geschiedenis
Tijdens de Spaanse Burgeroorlog patrouilleerde de Köln voor de Spaanse kust in de Middellandse Zee. Tijdens de Tweede Wereldoorlog nam ze deel in de Oostzee en werd ze ingedeeld bij Gruppe 3 tijdens de invasie van Noorwegen (Operatie Weserübung). Na de invasie van Noorwegen opereerde ze in het leggen van zeemijnen en aanvallen op geallieerde konvooien. In februari 1943 werd de Köln aangevallen door een Britse onderzeeër en zowel de zware kruiser Admiral Hipper als de Köln werden uit actieve dienst gesteld voor langdurige reparaties. De Köln bleef buiten dienst vanaf maart 1943 tot maart 1944. Daarna leidde ze cadetten en nieuwe rekruten op in de Oostzee.
Op 22 december 1944 werd ze echter zwaar beschadigd tijdens een Brits luchtmachtbombardement waardoor de centrales en de stuurboordmotor werden vernield. Vervolgens vertrok de Köln naar Wilhelmshaven voor dringende reparaties. Ze kwam in Wilhelmshaven aan in februari 1945, maar werd weer het slachtoffer van twee bombardementen, uitgevoerd door de geallieerde luchtmacht. Op 3 maart 1945 werd de Köln echter nog maar eens zwaar beschadigd door vijf bommen, in de laatste nacht van het Britse luchtbombardement op Wilhelmshaven. De kruiser zonk en lag nog recht met haar kiel op de havenbodem. De geschutstorentjes bleven nog boven water uitsteken en gaven nog aanleiding tot geallieerde aanvallen. Ze bleven nog verder vuren totdat alle 150 mm granaten verschoten waren. De Köln werd nadien gelicht en gesloopt in 1946.

## Commandant-Officieren
- Freg.kpt; / Kpt-zur-See Ludwig von Schroder - 15 januari 1930 - 1 september 1932 (Bevorderd tot KzS op 1 oktober 1930.)
- FK/KzS Otto Schniewind - 1 september 1932 - 1 maart 1934 (Bevorderd tot KzS op 1 oktober 1933.)
- FK/KzS Werner Fuchs - 1 maart 1934 - 1 oktober 1935 (Bevorderd tot KzS op 1 oktober 1934.)
- FK/KzS Otto Backenkohler - 1 October 1935 - 1 October 1937 (Bevorderd tot KzS op 1 april 1936.)
- KzS Theodor Burchardi - 1 oktober 1937 - 14 januari 1940
- KzS' Ernst Kratzenberg - 14 januari 1940 - 1 mei 1941
- KzS Friedrich Hüffmeier - 1 mei 1941 - 1 maart 1942
- Korvetkpt. Helmuth Strobel - 1 maart 1942 - 1 mei 1942
- KzS Martin Balzer - 1 mei 1942 - 12 december 1942
- KzS Hans Karl Meyer - 12 december 1942 - 21 februari 1943
- Uit actieve dienst - 21 februari 1943 - 1 april 1944
- FK/KzS Helmuth Strobel - 1 april 1944 - 1 januari 1945 (Bevorderd tot KzS tijdens zijn commando; juiste datum onbekend.)
- KK Frotz-Henning Brandes - 1 januari 1945 - 30 april 1945